# Chapmanita
La chapmanita és un mineral de la classe dels silicats (fil·losilicats). Va ser descoberta l'any 1924, i rep el seu nom del mineralogista i geòleg canadenc John Edward Chapman (1821-1904).

## Característiques
Cristal·litza en el sistema monoclínic. Acostuma a presentar-se en forma d'una pols de color groc-verd, i deixa una ratlla del mateix color. A més del ferro i l'antimoni, els dos metalls que apareixen en la seva fórmula química (Fe3+₂Sb3+(SiO₄)₂(OH)), és molt comú que porti impureses d'alumini. És l'anàleg d'antimoni de la bismutoferrita, amb la qual es confon fàcilment. Es pot extreure com a mena de l'antimoni.
Segons la classificació de Nickel-Strunz, la chapmanita pertany a «09.ED: Fil·losilicats amb capes de caolinita, compostos per xarxes tetraèdriques i octaèdriques» juntament amb els següents minerals: dickita, caolinita, nacrita, odinita, hal·loysita, hisingerita, hal·loysita-7Å, amesita, antigorita, berthierina, brindleyita, caryopilita, crisòtil, cronstedtita, fraipontita, greenalita, kellyita, lizardita, manandonita, nepouita, pecoraita, guidottiita, al·lòfana, crisocol·la, imogolita, neotocita i bismutoferrita.

## Formació i jaciments
La chapmanita es pot trobar íntimament associada als minerals de plata, així com en filons de quars que contenen grafit en el gneis.